# Gråhuvad sparv
Gråhuvad sparv (Emberiza spodocephala) är en östasiatisk fågel i familjen fältsparvar inom ordningen tättingar. Den förekommer från Centralasien österut till Stilla havet. Vintertid flyttar den till Kina och norra Sydostasien. Fågeln är en mycket sällsynt gäst i Europa, med fynd i bland annat Sverige, Finland och Danmark. Ainusparven (Emberiza personata) behandlades tidigare som underart till gråhuvad sparv men urskiljs allt oftare som egen art.

## Utseende och läte
Gråhuvad sparv mäter 14–15,5 cm Adult hane i häckningsdräkt är som helhet ganska mörk, med tydligt olivgrå, till mörkgrå huvud, nacke och bröst, med svart parti mellan öga och näbb, gul till ljusgul undersida med streckad kroppssida och mörkt varmbrun ovansida med svarta och grå streck. Undergumpen och yttre stjärtfjädrarna är vita. Vingpennorna är nästan svarta med bruna kanter och den har ljusbruna dubbla vingband. Näbben är rosa med grå näbbspets. Honan saknar mycket av det gula i fjäderdräkten och är istället brun, grå och vit. Den saknar det grå på huvud och bröst, har istället vit strupe med tydligt brunt strupsidstreck, ljusbrunt ögonbrynsstreck och brun hjässa. Bröstet och kroppssidan är kraftigt streckat och undersidan vitaktigt.
Adult hane  av underarten sordida (se nedan) liknar nominatformen, men är något mörkare och mer bjärt färgad, med grönare huvud och gulare undersida. Den är även något större. I alla dräkter och hos båda underarter är den enfärgat brun på övergumpen, eller med mycket diffusa fläckar och den bruna stjärten har vita yttre stjärtpennor. Den har dubbla ljusa vingband och näbben är rosaaktig vid näbbroten, speciellt undre näbbhalvan. Den har ett oroligt uppträdande och knycker ofta på stjärten.
Ainusparven (Emberiza personata), fram tills nyligen behandlad som underart till gråhuvad sparv (se nedan), är i alla dräkter mycket ljusare än gråhuvad sparv. Adult hane är också svart vid näbbroten men hjässa, nacke och örontäckare är mer olivgröna. Strupe, bröst och undersida är kraftigt mörkstreckad på ljusgul botten, och den uppvisar ofta ett smalt olivgrått strupsidstreck och gult submustaschstreck. Vingpennorna är snarare mörkbruna än svarta, som hos nominatformen och vingbanden är vita. Adult hona och hane ainusparv är mer lika varandra än hos gråhuvad sparv. Honan saknar dock det svarta vid näbbasen, är vitare på undersidan och är överlag ofta något ljusare än hanen. Näbben är också gråare än hanens som är mer rosa.
Sången består av en långsam serie, i engelsk litteratur återgiven som "tsip-chee-tree phirrr" eller "chopplichott pii chiriri". Locklätet är ett hårt, forcerat och något disharmoniskt "tsip".  Ainusparvens sång som liknats med sävsparvens är avvikande har lägre tempo, uppbrutna kortare fraser och är mer monoton.

## Utbredning och systematik
Gråhuvad sparv häckar från centrala Ryssland till östcentrala Kina. Den delas in i två underarter med följande utbredning:
- vanlig gråhuvad sparv[7], Emberiza spodocephala spodocephala – häckar från centrala Sibirien och norra Mongoliet till östra Sibirien, norra Sachalin, norra Koreahalvön och nordöstra Kina; flyttar vintertid till östra och centrala Kina samt Taiwan
- Emberiza spodocephala sordida – häckar i östcentrala Kina; flyttar vintertid till ett område från Nepal till nordöstra Indien samt norra Sydostasien

Gråhuvad sparv lämnar sina häckningsområden i Sibirien i början av september och i nordöstra Kina i oktober. Ytterligare föreslagna underarter är oligoxantha från Kuznetskområdet i södra centrala Sibirien och extremiorientis i södra Ussuriland.
Fram tills nyligen behandlades taxonet personata, förekommande i norra Japan, södra Kurilerna och på södra Sachalin, som en underart till gråhuvad sparv. Sedan 2016 urskiljs den dock som egen art av Birdlife International och IUCN baserat dels på avvikande utseende och läten, dels studier som visar på att den är genetiskt distinkt. De skildes åt för relativt länge sedan, på gränsen mellan pliocen och pleistocen, i paritet med andra uppdelningar mellan fastlands- och öformer som amursparven (E. tristrami) och blågrå sparv (E. variabilis). 2021 följde tongivande International Ornithological Congress efter,, 2022 även Clements et al och svenska BirdLife Sverige som gav den namnet ainusparv, syftande på folkgruppen ainu, ursprungsbefolkning i ett område som överensstämmer förvånande väl med utbredningen för personata.

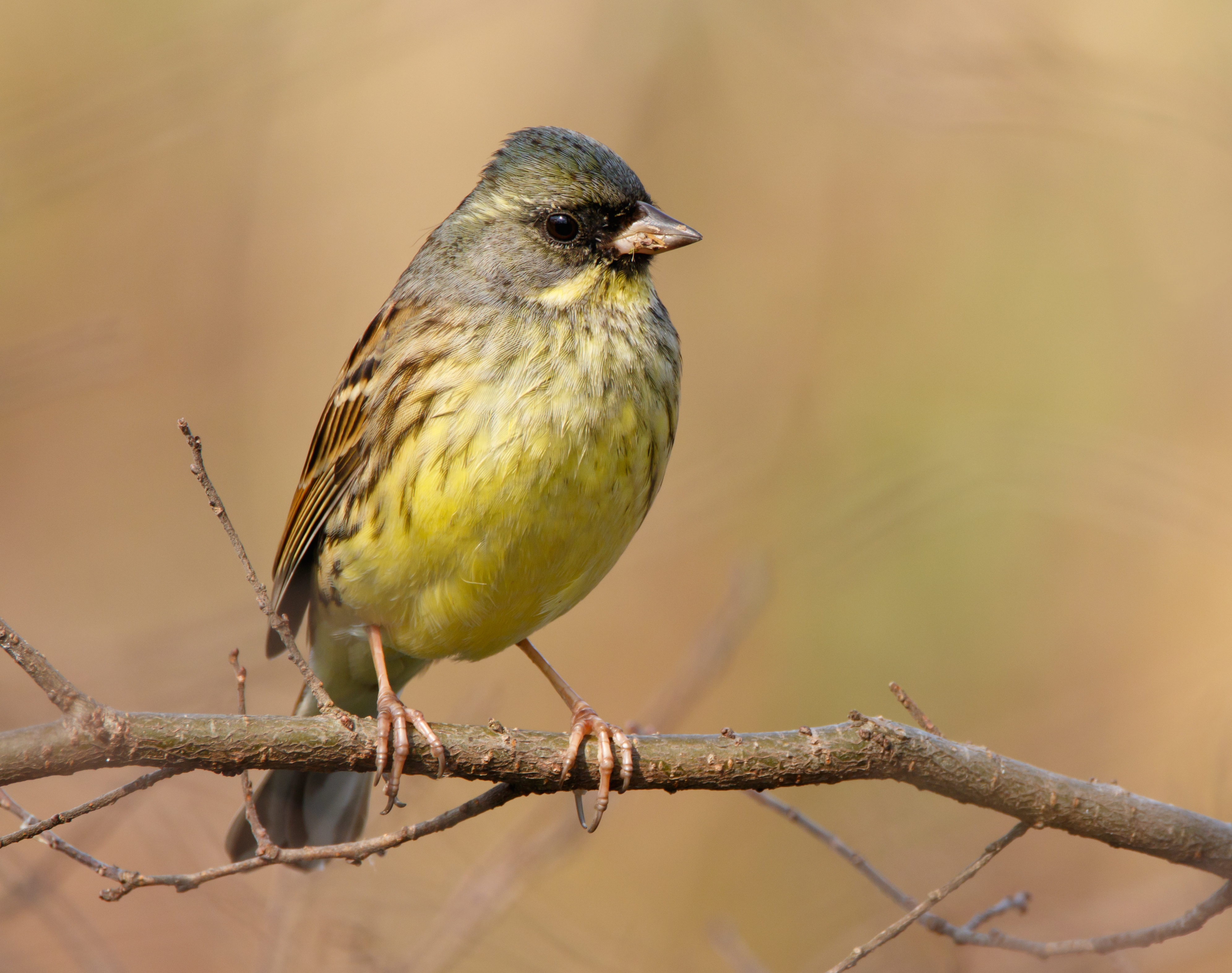
Hane av taxonet personata, numera vanligen erkänd som den egna arten ainusparv.

### Observationer utanför utbredningsområdet
Arten har bland annat observerats i Storbritannien, Danmark, Sverige, Finland, Nederländerna, Tyskland, Bhutan, Afghanistan, Kazakstan och Indonesien. Alla observationer i Västpalearktis har varit av nominatformen.

### Släktskap
Sentida genetiska studier indikerar att denna arts närmsta släktingar är dvärgsparv, videsparv, gyllensparv och svavelsparv och bildar en klad inom släktet. Vissa lyfter ut dem och några andra arter till det egna släktet Schoeniclus.

## Ekologi

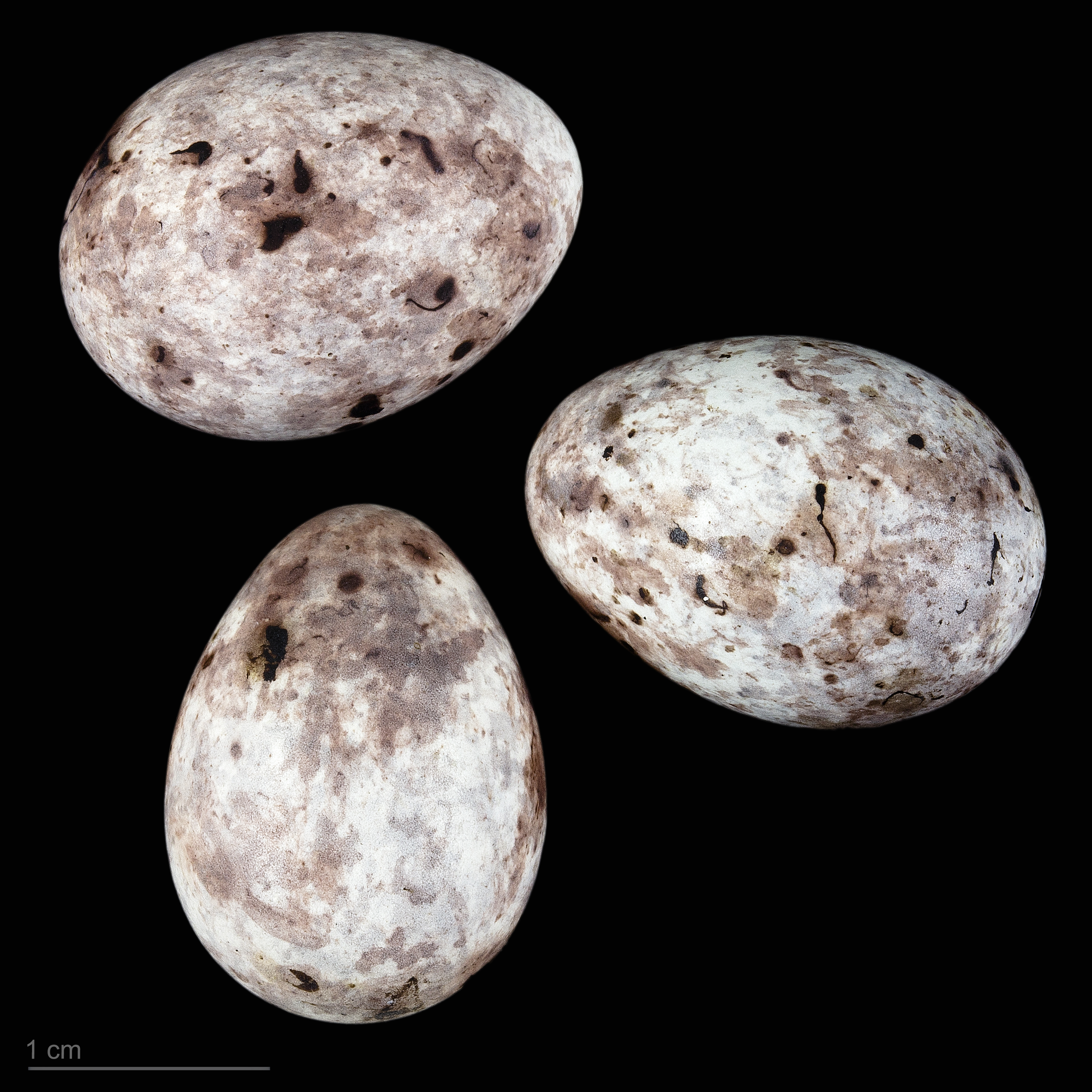
Emberiza spodocephala personata

Gråhuvad sparv föredrar habitat med träd och häckar på blöt skogsmark och övervuxna myrar i Sibirien. Den förekommer på lågland, i floddalar och i lägre bergstrakter. Vintertid uppträder den även i buskmark, parker och odlingsmark, speciellt i områden där marken är täckt av dvärgbambu. Sången framförs oftast sittande inne i en buske eller lågt träd. Häckningssäsongen inleds oftast mellan maj och mitten av juni med ungar som blir flygga så sent som i september. Den lägger ofta två kullar per säsong.

## Status
Arten har ett stort utbredningsområde och beståndet anses stabilt. Internationella naturvårdsunionen IUCN listar den därför som livskraftig (LC).

## Namn
Gråhuvade sparvens vetenskapliga artnamn spodocephala betyder "askhuvad", efter grekiskans spodos för "aska" och -kephalos, "-huvad".